# Колхидский национальный парк
Колхидский национальный парк (груз. კოლხეთის ეროვნული პარკი) — национальный парк Грузии, расположенный на западе страны в Колхидской низменности. Парк охватывает прибрежные районы на востоке Чёрного моря и бассейн озера Палеостоми. Создан в 1998 году, включил в себя территорию Колхидского заповедника.

## География
Национальный парк располагается на территории пяти муниципалитетов Грузии: Зугдидского, Хобского, Сенакского, Абашского и Ланчхутского — и административно делится на пять районов. Общая площадь охраняемой территории — 446 км². В парке действуют визит-центр и гостиница, проводятся туристические прогулки по тропам и водоёмам, предоставляются услуги по спортивному рыболовству и экотуризму.

## Состав
В состав парка входят Колхидские болота, являющиеся остатком реликтовой тропической и субтропической экосистемы, существовавшей в Евразии 10 миллионов лет назад. Озеро Палеостоми представляет собой лиман глубиной до 3 м, отделённый от Чёрного моря песчаными дюнами и опреснённый водами реки Пичори.

## Флора
Растительное разнообразие Колхидского национального парка обусловлена тремя различными экосистемами, представленными на его территории: болотами, песчаными дюнами и водными пространствами. Благодаря уникальному происхождению парка в нём имеются представители флоры, не встречающиеся в других местах Грузии. К ним относятся три вида торфяного мха, росянка круглолистная, осока волосистоплодная. Среди других представителей флоры во влажных лесах встречаются ольха, лапина, дуб имеретинский, дуб хартвисский, плющ колхидский, на дюнах — облепиха и держи-дерево.
В «Красную книгу Грузии» включены следующие виды:
- Дуб Гартвиса (Quercus hartwissiana)
- Лапина крылоплодная (Pterocarya pterocarpa)
- Самшит колхидский (Buxus colchica)
- Ясень обыкновенный (Fraxinus excelsior)
- Дуб грузинский (Quercus iberica)
- Ольха чёрная (Alnus barbata)
- Мачек желтоватый
- Панкраций морской (Pancratium maritimum)

## Фауна
Животный мир национального парка не менее разнообразен и уникален. В парке находятся места зимовья некоторых перелётных птиц, для большинства пернатых он является промежуточной остановкой. В парке обитают вальдшнеп, кроншнеп, хохлатая чернеть, белолобый гусь, лебедь-кликун, лебедь-шипун, кудрявый пеликан, большой подорлик, колхидский фазан. Млекопитающие представлены шакалом, кабаном, косулей, выдрой. Среди пресмыкающихся встречаются болотная черепаха, тритоны, водяной уж, каспийский полоз. В парке обитает квакша. 16 видов млекопитающих являются для парка эндемичными, в том числе восточноевропейский ёж, кавказский крот и несколько видов летучих мышей.
Озеро Палеастоми является идеальным местом для различных видов рыб. Здесь обитает 88 видов, включая севрюгу, горбушу, сельдь, кефаль, щуку, скумбрию. Морские млекопитающие представлены афалинами, обыкновенным дельфином и морской свиньёй.
В «Красную книгу Грузии» включены 6 видов животных, обитающих в парке.